# Champagne (Ardèche)
Champagne település Franciaországban, Ardèche megyében. Lakosainak száma 621 fő (2022. január 1.). Champagne Bogy, Peyraud, Saint-Désirat, Andancette és Saint-Rambert-d’Albon községekkel határos.

## Népesség
A település népességének változása:
| Lakosok száma | 294  | 345  | 406  | 560  | 621  | 628  | 598  | 581  | 577  | 621  |
|               | 1968 | 1982 | 1990 | 2006 | 2013 | 2015 | 2017 | 2019 | 2020 | 2022 |